# Adam Gołuchowski
Adam Gołuchowski (10. října 1855 Lvov – 15. dubna 1914 Lvov) byl rakouský šlechtic a politik polské národnosti z Haliče, na přelomu 19. a 20. století poslanec Říšské rady, v letech 1913–1914 maršálek Haličského zemského sněmu.

## Biografie
Byl šlechticem a politikem. Pocházel z významného haličského rodu. Patřil do skupiny tzv. Podolacy (konzervativní šlechtici z východní Haliče). Otec Agenor Gołuchowski starší byl místodržícím Haliče, bratr Agenor Gołuchowski mladší působil jako rakousko-uherský ministr zahraničních věcí. Adam se po absolvování studií věnoval správě svého statku v okrese Husjatyn. V roce 1898 mu byl udělen Řád železné koruny. Měl titul komořího. Získal též Císařský rakouský řád Leopoldův.
Od roku 1895 zasedal coby poslanec Haličského zemského sněmu. V roce 1913 usedl na post maršálka Haličského zemského sněmu (předseda zemského sněmu a nejvyšší představitel zemské samosprávy, v některých jiných zemích monarchie byl tento úřad nazýván zemským hejtmanem). Zastával ho do své smrti následujícího roku. Ve funkci se snažil dojednat reformu volebního systému.
Působil i jako poslanec Říšské rady (celostátního parlamentu Předlitavska), kam usedl ve volbách roku 1885 za kurii velkostatkářskou v Haliči. Rezignace oznámena dopisem 20. března 1886, ale 28. května 1886 opět složil slib. Mandát zde obhájil i ve volbách roku 1891. Do parlamentu se ještě vrátil po volbách roku 1901, tentokrát za kurii venkovských obcí, obvod Terebovlja, Husjatyn. Ve volebním období 1885–1891 se uvádí jako hrabě Adam Gołuchowski, statkář, bytem Lvov.
Na Říšské radě v roce 1885 je uváděn coby člen Polského klubu. Rovněž po volbách roku 1891 se uvádí jako člen Polského klubu. Ve volbách roku 1901 je uváděn jako oficiální kandidát polského volebního výboru.
Od roku 1909 zasedal jako doživotní člen Panské sněmovny (nevolená horní komora Říšské rady).
Zemřel náhle v dubnu 1914 na infarkt.